# Santa Cruz do Escalvado
Santa Cruz do Escalvado – miasto i gmina w Brazylii, w stanie Minas Gerais. Znajduje się w mezoregionie Zona da Mata i mikroregionie Ponte Nova.